# Gustav Adolf Weigand
Gustav Adolf Weigand (* 24. März 1893 in Görbersdorf; † 21. Juni 1956 in Penig) war seit 1920 Mitglied der Kommunistischen Partei Deutschlands (KPD), seit 1924 Übernahme der Leitung der KPD-Ortsgruppe Penig, 1926 bis 1933 Stadtverordneter in Penig und nach dem Zweiten Weltkrieg 1. Bürgermeister in Penig (von 1945 bis 1953).

## Leben

### Jugend und Berufstätigkeit
Gustav Weigand wuchs in recht ärmlichen Verhältnissen auf.
Von 1899 bis 1907 besuchte er die Volksschule in Schönerstadt (bei Flöha). 
Seine Eltern konnten keine Lehrausbildung bezahlen. Er besuchte neben seiner Arbeit noch 3 Jahre die Fortbildungsschule in Flöha. Danach hat er sich als Autodidakt vor allem politisches Wissen angeeignet.
Von 1907 bis 1909 arbeitete er als ungelernter Arbeiter in der Baumwollspinnerei Flöha.
Von 1909 bis 1911 arbeitete er auf verschiedenen Baustellen.
Von 1911 bis 1912 war er als Arbeiter in der Eisengießerei Hartmann in Chemnitz beschäftigt.
Von 1912 bis 1913 arbeitete er in der Landwirtschaft in Hartmannsdorf (bei Chemnitz).
1913 wird er als Soldat zum Militär (Ersten Weltkrieg) einberufen. Erst 1919 wurde Gustav Weigand aus dem Militär entlassen. Danach fand er Arbeit als Sägewerksarbeiter im Steinkohlenwerk Ölsnitz im Schacht in Lugau.
Der Vater seiner späteren Frau Anna war in der Peniger Patentpapierfabrik beschäftigt. So wurde Weigand 1921 Holzschleifer in der Papierfabrik. Diese Arbeit verlor er durch sein politisches Engagement 1933.
1937 arbeitete Gustav Weigand als Steinsetzer bei dem Peniger Steinmetzmeister Willi Winkler.

### Familie
1917 heiratete er Anna Frieda Unger (8. November 1897 – 12. Januar 1978). Am 24. Dezember 1920 († 2007) wurde sein erstes Kind, Ilse, geboren und 1921 zog er mit seiner jungen Familie nach Penig, in die Bahnstr. 11. Am 28. Oktober 1925 († 1974) wurde sein Sohn Günter in Penig geboren. 
1933 verlor Gustav Weigand seine Arbeit, so dass seine Frau Anna für den Unterhalt der Familie allein sorgte. Sie arbeitete in verschiedenen Haushalten als Wäscherin.

### Politische Laufbahn
Im Jahre 1909 trat er dem Arbeiterturnverein Mühlau bei. Er war Gewerkschaftsmitglied und übte dort verschiedene Funktionen aus. Nach dem Ersten Weltkrieg trat er in Lugau der Gewerkschaftsorganisation „Concordia“ und der Unabhängigen Sozialdemokratischen Partei Deutschlands (USPD) bei.
In der Zeit von 1921 bis 1933, als er in der Peniger Patentpapierfabrik arbeitete, profilierte er sich als Funktionär der KPD in Penig.
Gustav Weigand wurde 1924 von den Mitgliedern der Peniger Ortsgruppe zum Vorsitzenden der KPD in Penig gewählt. Im gleichen Jahr wurde er von der Belegschaft der Papierfabrik zum Betriebsratsvorsitzenden gewählt. Diese Funktion übte er bis 1933 aus. Außerdem wurde er noch Beisitzer beim Arbeitsgericht in Burgstädt (bei Penig).
Als Vertreter der Papierfabrik gehörte er der Reichsleitung der Revolutionären Gewerkschafts-Opposition (RGO) an.
Als Vertreter der KPD wurde Gustav Weigand 1926 in die Stadtverordnetenversammlung der Stadt Penig gewählt, der er bis 1933 als Fraktionsleiter angehörte. Gleichzeitig wurde er Mitglied der erweiterten Bezirksleitung Erzgebirge/Vogtland der KPD. 1928 wurde er als oppositioneller Delegierter zum Verbandstag nach Hamburg delegiert.
1929 kandidierte Gustav Weigand auf der Vorschlagsliste der KPD zu den Landtagswahlen.
Am 3. März 1933 erfolgten in Penig Massenverhaftungen, unter denen sich auch Gustav Weigand befand. Der berüchtigte Limbacher SA-Mordsturm schlug in brutaler Weise die ca. 80 Verhafteten zusammen. Danach erfolgte der Abtransport der Verhafteten nach Chemnitz und in das auf dem Colditzer Schloss eingerichtete KZ Colditz. Auch Gustav Weigand wurde nach Colditz gebracht, wo er bis zu seiner Entlassung im August 1933 interniert war.
Die Peniger Ortsgruppe der KPD bestand bis zum Juli 1935 illegal weiter.
Im August 1935 wurde Gustav Weigand wieder verhaftet und in das KZ Sachsenburg eingeliefert. Erst im August 1936 wurde er entlassen. Im April 1937 wurde er erneut verhaftet und nach Sachsenburg gebracht. Im Juni des gleichen Jahres wurde er wieder entlassen.
Am 22. August 1944 wurde Gustav Weigand wieder verhaftet und in das KZ Sachsenhausen interniert. Dort traf er mit dem Peniger Kommunisten Walter Kluge, einem alten Kampfgefährten, zusammen.
Als die Rote Armee in Richtung Berlin vordrang, räumten die Nationalsozialisten das KZ Sachsenhausen und trieben die Häftlinge in Richtung Westen. Auch Gustav Weigand war Teilnehmer dieses qualvollen Marsches, der als Todesmarsch in die Geschichte einging. Nach 10 Tagen, am 2. Mai 1945, befreite die Rote Armee die Häftlinge. Nach seiner Befreiung machte sich Gustav Weigand auf den Weg nach Penig. Nach Überwindung unsäglicher Schwierigkeiten, z. T. zu Fuß, per Fahrrad, erreichte er am 19. Mai 1945 als schwerkranker Mann seine Heimatstadt.
Am 14. Juni 1945 rückte die Rote Armee in Penig ein und die Amerikaner zogen sich am gleichen Tag über die Mulde zurück.
In der Nr. 2 vom 19. Juni 1945 des Tagesblattes für Penig und Lunzenau unter der Rubrik „Amtliche Bekanntmachungen“ erschien folgender Text:
„Mit dem heutigen Tag bin ich vom russischen Kommandanten als Bürgermeister der Stadt Penig, östlich der Mulde, eingesetzt worden. Penig, am 17. Juni 1945. Der Bürgermeister Weigand.“
Am 24. Juni 1945 wurde in Penig die Ortsgruppe der KPD gegründet, zu deren Vorsitzenden Gustav Weigand gewählt wurde. In seiner Eigenschaft als Bürgermeister und Vorsitzender wurde er gleichzeitig Stützpunktbeauftragter der Partei und des Landrates für die Gemeinden im Peniger Gebiet.
Sieben Jahre amtierte Gustav Weigand als Bürgermeister. Gesundheitlich angeschlagen war er aus dem KZ Sachsenhausen zurückgekehrt. Im März 1952 erkrankte er so schwer, dass er am 15. Januar 1953 sein Amt als Bürgermeister aufgeben musste. Er übte noch weiterhin die Funktion des 1. Sekretärs der Ortsgruppe der SED und des Vorsitzenden des Ortsausschusses der Nationalen Front aus.
Am 21. Juni 1956 verstarb Gustav Weigand.

## Ehrungen
- Eine Straße in Penig trug bis 1991 seinen Namen (die heutige Flinschstraße)
- Zu DDR-Zeiten trug ein Traditionsraum und der „Klub der Volkssolidarität“ in Penig seinen Namen